# Действия Черноморского флота под Очаковом
Действия Черноморского флота под Очаковом — операции по осаде крепости Очаков в Днепро-Бугском лимане военно-морскими силами России в Русско-турецкую войну 1787—1791 годов.

## История

### 1787 год
В Очакове, как главной базе турецкого флота на северном берегу Чёрного моря, стояла турецкая эскадра из трёх кораблей, одного фрегата, 15 гребных галер и нескольких мелких судов под командованием капудан-паши Эски-Гасана.
Создаваемый российский Черноморский флот в это время был ещё разделен между Севастополем (адмирал Н. С. Мордвинов) и Херсоном (контр-адмирал М. И. Войнович). Опасаясь высадки турецкого десанта в Крыму, главнокомандующий князь Потёмкин летом 1787 года предписал графу Войновичу атаковать турецкий флот, «где завидите, во что бы то ни стало, хотя б всем пропасть». Но поход Херсонской эскадры в Чёрное море в начале сентября окончился полной неудачей: расстроенная сильным штормом у мыса Калиакрия, эскадра не встретила противника и вошла в Севастопольскую бухту, потеряв линейный корабль «Мария Магдалина» (позднее захваченный турками) и фрегат «Крым». Между тем, турки продолжали наращивать свои морские силы в Очакове.
Назначенный командующим Южной армией, генерал-аншеф А. В. Суворов укрепил Кинбурн и вызвал для наблюдения за турками часть Севастопольской эскадры Мордвинова, в том числе несколько галер. Одна из них в ночь на 16 сентября по инициативе своего командира мичмана Ломбарда произвела под видом брандера внезапную атаку на вышедший из Очакова отряд турецких кораблей и, воспользовавшись охватившей турок паникой, потопила один из них. Несмотря на противодействие Мордвинова, недовольного Ломбардом за то, что он «ушёл ночью без всякого повеления», Потёмкин произвёл его за этот подвиг в лейтенанты.
3 октября Мордвинов, побуждаемый к решительным действиям Потёмкиным и Суворовым, предпринял бомбардировку Очакова с целью выгнать в море скрывавшиеся под его батареями корабли. Посланный вперёд отряд капитана 2-го ранга Веревкина (1 плавучая батарея и 2 галеры) не был поддержан главными силами, вследствие чего плавучая батарея, потеряв паруса, была вынесена на мель и после отчаянного сопротивления взята неприятелем. Командир батареи Веревкин и переправившийся на неё в критическую минуту с одной из галер Ломбард попали в плен. Виновник неудачи, Мордвинов, своей нерешительностью вызвал недовольство Потемкина, который вскоре его отстранил от непосредственного командования действующим флотом.
Турецкие суда ушли на зиму в Варну, и действия под Очаковом прекратились до следующей весны.

### 1788 год
Зимой в Херсоне, под наблюдением лично главнокомандующего, спешно достраивались новые корабли вновь создающейся Днепровской флотилии, а в Севастополе исправлялись суда Севастопольской эскадры графа М. И. Войновича. К весне 1788 года действовавшая в подчинении у Суворова Днепровская гребная флотилия была доведена до 70 судов, включая суда черноморских казаков, под начальством приглашённого Потемкиным из Франции принца Нассау-Зигена. Не подчинённым Суворову парусным отрядом, состоявшим из 5 линейных кораблей (от 60 до 80 пушек) и 8 фрегатов и 18 мелких судов — казённых и каперов — командовал также приглашенный из Франции американский приватир Джон Пол Джонс. Оба приглашённых иностранца были произведены императрицей Екатериной в контр-адмиралы. Хозяйственно-организационной частью всего Черноморского флота продолжал ведать Мордвинов, a во главе Севастопольской эскадры стоял граф М. И. Войнович.
18 мая 1788 года турецкий флот под командованием Эски-Гасана снова появился в Очакове в значительно усиленном составе (24 линейных корабля и фрегата, всего 45 вымпелов).
20 мая капитан 2-го ранга Х. фон-дер-Остен-Сакен открыл счёт победам в Днепро-Бугском лимане, пожертвовав жизнью в абордажном бою с противником: когда его дупель-шлюпка № 2, находившаяся в дозоре, была отрезана от своих кораблей 11-ю турецкими галерами и турки пошли на абордаж, взорвал её с 4 галерами противника (погибло 43 члена экипажа).
Подвиг этот, как и прошлогодние дела Ломбарда, способствовали подъёму духа на Черноморском флоте и в гребной флотилии, настроенных и без того весьма решительно. Флоту была поставлена задача ослабить морские ресурсы Очакова и отвлечь внимание оборонявшихся от подготовки к осаде.

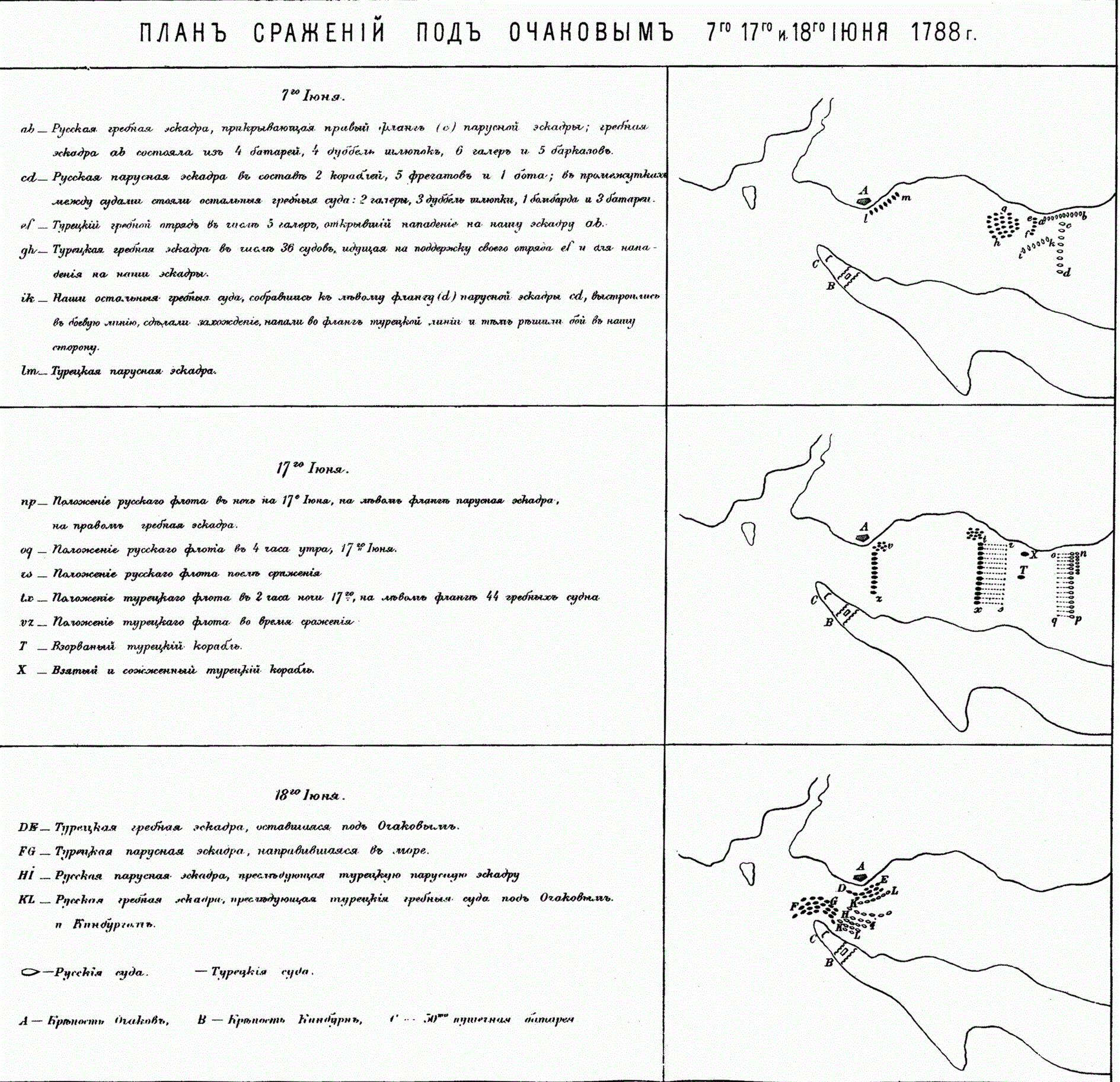
План сражение под Очаковым в июне 1788 года.

Турецкий флот проявлял инициативу: уже 7 июня, когда российские морские силы ещё не были сосредоточены перед Очаковом, турецкая гребная эскадра совершила нападение на российскую Днепровскую флотилию, стоявшую на якоре поперёк пролива, к востоку от Очакова и Кинбурна. Атака гребных судов была поддержана огнём 4 линейных кораблей и 6 фрегатов; однако, несмотря на её неожиданность, она была не только отражена, но и кончилась полной неудачей для нападавших, которые потеряли 2 канонерские лодки и 1 шебеку. Успех сражения должен быть приписан смелой контратаке отряда гребной флотилии Нассау-Зигена и линейного корабля «Святой Владимир» под командованием бригадира Алексиано Панагиоти, который, обойдя линию российских парусных судов Джон Пол Джонса, ударил в правый фланг наступавших беспорядочной кучей турецких галер и вызвал между ними замешательство. Замешательством сейчас же воспользовалась гребная флотилия русских. Преследуемые российскими галерами, турки укрылись под батареями Очакова. Бой закончился к полуночи. Русские потери составили 4 убитых и 13 раненых. Два турецких судна были взорваны, одно загорелось, и ещё 18 получили повреждения. Несмотря на заслуги Алексиано в этом бою, его бригада была передана под командование Пола Джонса. Потёмкину пришлось постараться, чтобы удержать Алексиано под началом Пола Джонса. Конфликт Пола Джонса и Панагиотти Алексиано описан в журнале Джона Пола Джонса «Очерки Лиманской кампании» (Narrative of the Campaign of the Liman), опубликованном в Нью-Йорке в 1830 г..

#### Сражение 17-18 июня

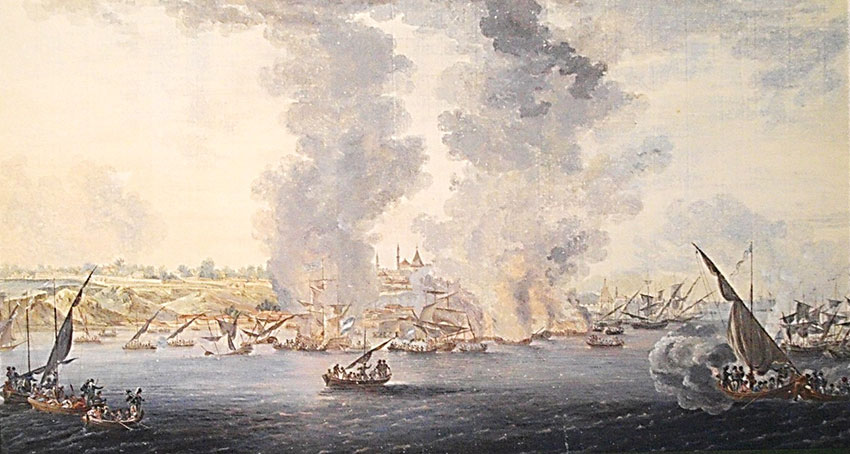
Жан Балтазар де ла Траверс. Морская баталия под Очаковым

Утром 17 июня морской бой под Очаковом повторился. В эту ночь обе стороны решили атаковать друг друга. В происшедшем встречном бою приняли непосредственное участие и парусные корабли, стеснённые местом в сравнительно узком проливе. Турки, вышедшие из Очакова в числе 10 кораблей, 6 фрегатов и 44 гребных судов, снова были разбиты и в беспорядке отступили, потеряв 2 линейных корабля. На этот раз успех боя должен быть приписан отличной согласованности действий российских моряков, их командиров Джонса и Суворова, стремительности их атаки и соревнованию адмиралов Нассау-Зигена и Джон Пол Джонса, не желавших уступить друг другу в смелости нападения.
Турки были настолько подавлены двукратной неудачей, что в ту же ночь на 18 июня решили оставить Очаков. Выйдя с наступлением темноты из крепости, они пытались проскочить мимо Кинбурна, но были замечены с возведенных на мысу батарей, которые открыли по ним сильный огонь. Придя в замешательство, турецкие суда сбились в кучу и стали садиться на мель. Подоспевшая к этому времени флотилия Нассау-Зигена довершила поражение турецкого флота, потерявшего 5 линейных кораблей, 2 фрегата, 2 шебеки, 1 бомбардирский корабль и 1 галеру; 1 линейный корабль (50 пушек) был захвачен. Турки потеряли убитыми и ранеными около 6 тысяч человек, пленными — 1673 человека. Потери русских были незначительны: 67 убитыми и 18 ранеными. Большая часть турецкого парусного флота ушла в Чёрное море. Гребные же суда, отрезанные y Кинбурна, вернулись в Очаков. Попытка Эски-Гасана выручить их, сделанная 22 июня, не удалось: его флот отступил перед огнем Кинбурнских батарей.
Подчинённые Нассау-Зигену казацкие «чайки» под командованием атамана Головатого успешно проявили себя при сражении в лимане. После этого сражения отряд казацких лодок был преобразован в Черноморскую казацкую флотилию (укр. Чорноморська козача флотилія), командование которой было поручено Головатому.

#### Последующие события
1 июля Нассау-Зиген уничтожил остатки турецкого гребного флота под самыми батареями Очакова: после 8-часового боя 2 вражеских фрегата, 4 галеры и 3 мелких судна были сожжены и 4 судна взяты в плен. Русские потерь в кораблях не имели, потери составили 22 убитых и 57 раненых.
3 июля в Чёрном море бежавшие остатки турецкой эскадры с Эски-Гасанаом были встречены и добиты Севастопольской эскадрой М. И. Войновича в сражении у острова Фидониси (современный остров Змеиный).
8 июля от простуды скончался герой обеих русско-турецких войн бригадир Алексиано Панагиоти, который в сражениях 17-18 июня, как считали некоторые, «не будучи командиром, всем командовал». О всех своих чинах, званиях и наградах императрицы он узнал только за день до смерти.

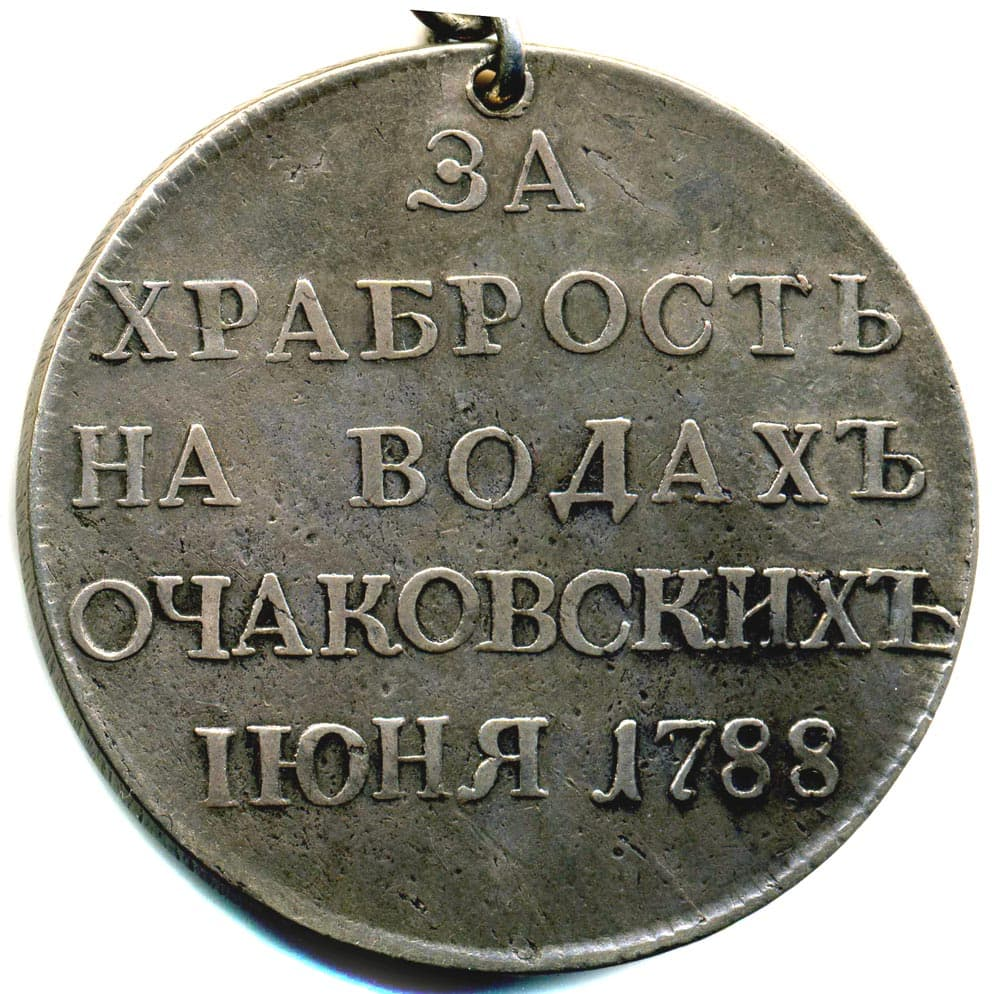
Медаль «За храбрость в очаковских водах»

29 июля Эски-Гасан ещё раз вернулся в Очаков с большим флотом. На этот раз у него было 15 кораблей, 10 фрегатов и 45 гребных судов, перед которыми российские моряки были вынуждены отступить не столько по своей малочисленности, сколько потому, что командование снова перешло в руки нерешительного Мордвинова, так как не поладившие между собой и с главнокомандующим Потёмкиным адмиралы Нассау-Зиген и Джон Пол Джонс были направлены в командировки за пределы Лимана. В то же время граф Войнович, вернувшийся в Севастополь после сражения у острова Фидониси 3 июля, медлил с выходом в море Севастопольской эскадры, несмотря на настойчивые напоминания Потёмкина.
В конце октября турецкий флот ушёл из Очакова, а 6 декабря 1788 года крепость Очаков пала под натиском российских войск.

## Выводы
Борьба обоих флотилий под Очаковом служит хорошим примером совместных действий армии и флота, успех которых зависел не столько от соотношения сил, сколько от духа личного состава, талантливости и решительности его командиров.